# Заге, Йорам
Йора́м Заге́ (фр. Yoram Zague; родился 15 мая 2006 года, Париж, Франция) — французско-ивуарийский футболист, защитник клуба «Пари Сен-Жермен», выступающий на правах аренды за клуб «Копенгаген».

## Клубная карьера
Воспитанник «АЖН Баньоле», «Парижа» и «Пари Сен-Жермена». За последних дебютировал 6 апреля 2024 года в матче против «Клермона», выйдя в стартовом составе.

## Карьера в сборной
В составе сборной Франции до 17 лет принял участие на чемпионате мира, где вместе с командой дошёл до финала, уступив Германии в серии пенальти. На этом турнире Заге сыграл 6 матчей из 7 возможных. Всего за сборные Франции провёл 17 матчей.

## Достижения
«Пари Сен-Жермен»
- Чемпион Франции (2): 2023/24, 2024/25
- Обладатель Суперкубка Франции: 2024